# زنان در مجلس شورای ملی

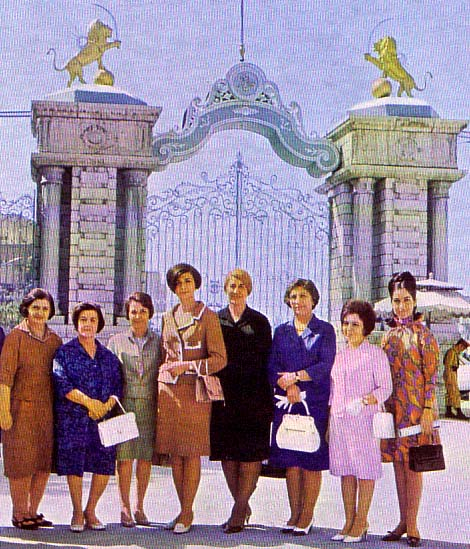
نمایندگان زن مجلس شورای ملی در دهه ۱۳۵۰

حضور زنان در مجلس شورای ملی پس از اعطای حق رأی به زنان و از دوره بیست و یکم مجلس در سال ۱۳۴۲ آغاز شد و تا دوره بیست و چهارم در سال ۱۳۵۷، آخرین دوره این مجلس، ادامه یافت. در این چهار دوره جمعاً ۳۶ زن در ۵۰ کرسی حضور داشتند.
نیره ابتهاج سمیعی از حوزه انتخابیه رشت تنها زنی است که توانسته در هر ۴ دوره مجلس حضور یابد. او اولین بانوی ایرانی بود که نیابت رئیس مجلس را به عهده گرفت و نخستین بانویی است که از استان گیلان به مجلس شورای ملی راه یافته‌است. افزون بر وی، سه زن در سه دوره، پنج زن در دو دوره و بیست‌وهفت زن در یک دوره به نمایندگی مجلس شورای ملی دست یافته‌اند.
حوزه انتخابیه تهران با داشتن ۱۵ کرسی زن در دوره‌های مختلف مجلس (۱۶ با احتساب حوزه انتخابیه شمیرانات که در آن زمان مستقل بود)، رکورددار حضور زنان بود. حوزه‌های رشت، کرمانشاه و همدان، به ترتیب با داشتن ۴، ۳ و ۳ کرسی زن در رتبه‌های بعدی قرار داشتند. در آن دوران استان مرکزی (به مرکزیت تهران) با داشتن ۱۷ کرسی زن، از این نظر در کشور رکورددار بود و پس از آن استان‌های خراسان، اصفهان و گیلان به ترتیب با ۶، ۴ و ۴ کرسی قرار داشتند. استان‌های آذربایجان غربی، ایلام، بختیاری و چهارمحال، بلوچستان و سیستان، بوشهر، بویراحمد و کهگیلویه، زنجان، ساحلی (هرمزگان)، سمنان و یزد در هیچ دوره‌ای نماینده زن را راهی مجلس نکردند.

## پیش‌زمینه

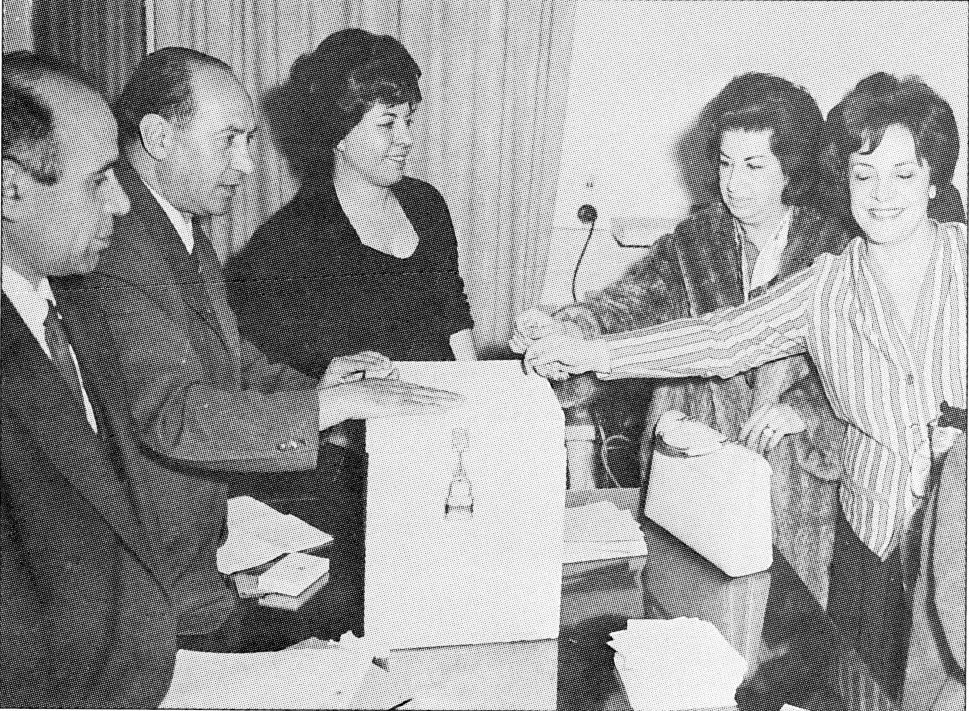
زنان پای صندوق‌های رای در سال ۱۳۴۲

با تصویب قانون انتخابات در دوره نخست مجلس شورای ملی، نخستین گروهی که از حق رأی و همچنین از انتخاب شدن و انتخاب کردن منع شدند، زنان بودند. محمدتقی وکیل‌الرعایا، نماینده همدان، تنها نماینده‌ای بود که در مجلس دوم این قانون را به پرسش گرفت.
در سال ۱۳۴۱ (۱۹۶۲ میلادی)، لایحه انجمن‌های ایالتی و ولایتی در هیئت دولت ایران به تصویب رسید. بر اساس این لایحه، زنان اجازه شرکت در انتخابات و نامزد شدن برای انتخابات را پیدا می‌کردند. روح‌الله خمینی جلسه‌ای در قم تشکیل داد و سرانجام تصمیم به ارسال تلگراف به محمدرضا شاه پهلوی در جهت به مخالفت با سه بند لایحه انجمن‌های ایالتی و ولایتی از جمله اعطای حق رای به زنان ایرانی گرفت که اصل مربوط به حق رأی زنان از مهم‌ترین اعتراضات وی بود. حامیان او بعدها این استدلال را کردند که در همان زمان او بارها بر این تأکید کرد که با اصل حق رای زنان مشکلی ندارد بلکه با سیاست‌هایی محمد رضا که آنان را به فساد می‌کشاند مخالفت دارد.
محمدرضاشاه، تصمیم‌گیری در این مورد را به دولت اسدالله علم واگذار کرد. سرانجام حق رای زنان در ایران در ۱۲ اسفند ۱۳۴۱ به رسمیت شناخته شد. در آستانه انقلاب ۱۳۵۷، آیت‌الله خمینی با چرخش نظر خود مشارکت سیاسی و اجتماعی زنان را مطابق قوانین با اسلام تلقی کرد و نه تنها با مشارکت سیاسی زنان مخالفتی نکرد بلکه آن را تقویت و زنان را قهرمانان و طلیعه‌داران این پیروزی معرفی کرد.

## پیشینه
حضور زنان در مجلس شورای ملی با اعطای حق رای به آنان در سال ۱۳۴۱ و انتخابات ۱۳۴۲ مجلس آغاز شد و تا ۴ دوره ادامه یافت. در این چهار دوره جمعاً ۳۶ زن در ۵۰ کرسی حضور داشتند. در مجلس بیست و یکم برای نخستین بار ۶ زن به مجلس شورای ملی راه یافتند. این تعداد در مجلس بیست و دوم به ۷ نفر رسید و مجلس بیست و سوم نیز شاهد ۱۷ زن بود. مجلس بیست و چهارم، آخرین دوره مجلس، نیز دارای ۲۰ نماینده زن بود. این مجلس رکورددار حضور زنان در تاریخ ایران است و از دوره دهم مجلس شورای اسلامی با ۱۷ نماینده زن، که این تعداد، بالاترین تعداد نمایندگان زن در این مجلس است، نیز بالاتر است.

## نمایندگان

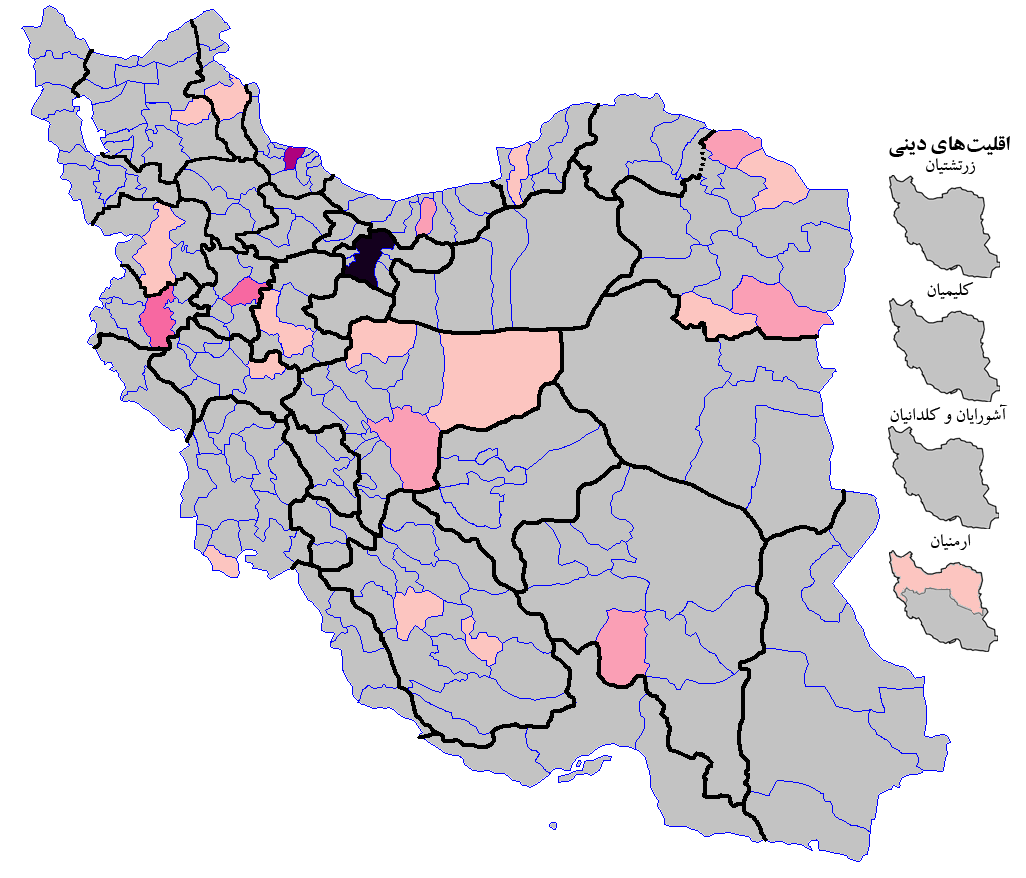
شمار کرسی‌های زنان در مجلس شورای ملی بر پایه حوزه انتخابیه راهنما:
۱
۲
۳
۴
۱۶

از تعداد کل زنان نماینده در چهار دوره مجلس قانون‌گذاری در عصر پهلوی، یک نفر در هر چهار دوره، سه نفر در سه دوره، پنج نفر در دو دوره و بیست‌وهفت نفر در یک دوره به نمایندگی مجلس شورای ملی دست یافته‌اند. با نگاهی به این نمایندگان می‌توان دریافت اکثر قریب‌به‌اتفاق آن‌ها دارای مشاغل دولتی بوده‌اند. افزون بر این تمامی نمایندگان زن، عضو یا رئیس جمعیت‌ها و سازمان‌های زنان بوده‌اند. بیشتر آن‌ها همچنین از طرف احزاب دولتی این دوره، نظیر حزب ایران نوین و رستاخیز، نامزد نمایندگی شده بودند.
این نمایندگان در دوره‌های حضور خود توانستند مسائلی همچون قانون خدمات اجتماعی زنان، قانون واگذاری مهدهای کودک و مراکز خدمات اجتماعی به انجمن ملی حمایت کودکان و سازمان رفاه خانواده، قانون تشدید مجازات به کار گماردن کودکان کمتر از ۱۲ سال در کارگاه‌های فرش‌بافی و نیز تعدادی دیگری طرح‌های توانمندسازی زنان را در مجلس مطرح کنند.
| سال         | کرسی‌ها       | +/– | منبع  |
| ----------- | ------------ | --- | ----- |
| انقلاب سفید |              |     |       |
| ۱۳۴۲        | ۶ / ۲۰۰(3%)  | —   | [ ۹ ] |
| ۱۳۴۶        | ۷ / ۲۱۹(3%)  | ۱   | [ ۹ ] |
| ۱۳۵۰        | ۱۷ / ۲۶۸(6%) | ۱۰  | [ ۹ ] |
| ۱۳۵۴        | ۲۰ / ۲۶۸(7%) | ۳   | [ ۹ ] |
| انقلاب ۱۳۵۷ |              |     |       |